# Stabsoffiziere
Die Stabsoffiziere bilden nach den Generälen die zweithöchste Dienstgradgruppe der Offiziere in der Bundeswehr und der Schweizer Armee. Sie umfasst im Wesentlichen die Dienstgrade vom Major bis zum Oberst bzw. vom Korvettenkapitän bis zum Kapitän zur See. Ursprünglich wurden damit alle Offiziere eines militärischen Stabes bezeichnet, diese heißen heute abgrenzend Offiziere des Stabes.

## Bundeswehr
Die Stabsoffiziere bilden eine Dienstgradgruppe der Bundeswehr. Die Dienstgradgruppe umfasst mehrere Offiziersdienstgrade unmittelbar unter den Generalen.

### Dienstgrade
Die Dienstgrade der Bundeswehr werden durch den Bundespräsidenten mit der Anordnung des Bundespräsidenten über die Dienstgradbezeichnungen und die Uniform der Soldaten auf Grundlage des Soldatengesetzes festgesetzt. Die Dienstgradgruppe der Stabsoffiziere umfasst gemäß der Zentralen Dienstvorschrift A-1420/24 „Dienstgrade und Dienstgradgruppen“ mehrere Offiziersdienstgrade der drei Rangstufen unterhalb der Dienstgradgruppe der Generale, die aber für Heeres-, Luftwaffen- und Marineuniformträger oder Sanitätsoffiziere unterschiedlich lauten können. Ranggleich sind unabhängig vom Uniformträgerbereich, Laufbahn und konkreter Dienstgradbezeichnung jeweils die Dienstgrade mit demselben, unten in den Tabellen angegebenen, NATO-Rangcode.
Folgende Tabellen fassen alle zur Dienstgradgruppe der Stabsoffiziere zählenden Dienstgrade zusammen. Die zweite Tabelle umfasst die Dienstgrade für Sanitätsoffiziere, die erste für alle anderen Offiziere. Die jeweils linke Spalte der ersten Tabelle nennt die Dienstgrade für Heeres- und Luftwaffenuniformträger, die zweite die Dienstgrade für Marineuniformträger. Diese Gliederung wird in der zweiten Tabelle analog fortgeführt, wobei hier jeweils die nach Approbationsfach häufig unterschiedlich lautenden Dienstgrade einer Rangstufe jeweils unter dem Dienstgradabzeichen für Humanmediziner für Marineuniformträger einerseits und Heeres- und Luftwaffenuniformträger andererseits zusammengefasst werden. Angegeben sind in den Tabellen jeweils auch der entsprechende NATO-Rangcode, die nach „ZDv 64/10 – Abkürzungen in der Bundeswehr“ definierten allgemeinen Abkürzungen sowie die Abkürzungen in Listen und die Besoldungsgruppe für Berufssoldaten und Soldaten auf Zeit nach Bundesbesoldungsordnung.
| Dienstgradgruppe                                               | Stabsoffiziere (außer Sanitätsoffiziere)                                                                    | Stabsoffiziere (außer Sanitätsoffiziere) | Stabsoffiziere (außer Sanitätsoffiziere) | Stabsoffiziere (außer Sanitätsoffiziere) | Stabsoffiziere (außer Sanitätsoffiziere)                                                                                       | Stabsoffiziere (außer Sanitätsoffiziere) |
| -------------------------------------------------------------- | --- | --- | --- | --- | --- | --- |
| Schulterklappe für Jacke des Dienstanzuges bzw. Ärmelabzeichen | Dienstgradabzeichen eines Majors auf Schulterklappe der Jacke des Dienstanzuges für Luftwaffenuniformträger | Dienstgradabzeichen eines Korvettenkapitäns (Truppendienst oder militärfachlicher Dienst) auf dem Unterärmel der Jacke des Dienstanzuges für Marineuniformträger | Dienstgradabzeichen eines Oberstleutnants der Heeresflugabwehrtruppe auf Schulterklappe der Jacke des Dienstanzuges für Heeresuniformträger | Dienstgradabzeichen eines Fregattenkapitäns (Truppendienst oder militärfachlicher Dienst) auf dem Unterärmel der Jacke des Dienstanzuges für Marineuniformträger | Dienstgradabzeichen eines Obersten der ABC-Abwehrtruppe auf Schulterklappe der Jacke des Dienstanzuges für Heeresuniformträger | Dienstgradabzeichen eines Kapitän zur See (Truppendienst oder militärfachlicher Dienst) auf dem Unterärmel der Jacke des Dienstanzuges für Marineuniformträger |
| Dienstgrad                                                     | Major | Korvettenkapitän | Oberstleutnant | Fregattenkapitän | Oberst | Kapitän zur See |
| Abkürzung                                                      | Maj/M | KKpt/KK | Oberstlt/OTL | FKpt/FK | Oberst/O | Kpt zS/KZS |
| NATO-Rangcode                                                  | OF-3 | OF-3 | OF-4 | OF-4 | OF-5 | OF-5 |
| Besoldungsgruppe                                               | A13 | A13 | A14 oder A15 | A14 oder A15 | A16, B2 oder B3 | A16, B2 oder B3 |

| Sanitätsoffiziere | Sanitätsoffiziere | Sanitätsoffiziere | Sanitätsoffiziere | Sanitätsoffiziere | Sanitätsoffiziere | Sanitätsoffiziere |
| Dienstgradgruppe | Stabsoffiziere | Stabsoffiziere | Stabsoffiziere | Stabsoffiziere | Stabsoffiziere | Stabsoffiziere |
| --- | --- | --- | --- | --- | --- | --- |
| Schulterklappe für Jacke des Dienstanzuges bzw. Ärmelabzeichen** | Dienstgradabzeichen eines Oberstabsarztes (Approbation für Humanmedizin) der Sanitätstruppe auf der Schulterklappe der Jacke des Dienstanzuges für Heeresuniformträger | Dienstgradabzeichen eines Oberstabsarztes (Approbation für Humanmedizin) auf dem Unterärmel der Jacke des Dienstanzuges für Marineuniformträger | Dienstgradabzeichen eines Oberfeldarztes (Approbation für Humanmedizin) der Heeresfliegertruppe auf der Schulterklappe der Jacke des Dienstanzuges für Heeresuniformträger | Dienstgradabzeichen eines Flottillenarztes (Approbation für Humanmedizin) auf dem Unterärmel der Jacke des Dienstanzuges für Marineuniformträger | Dienstgradabzeichen eines Oberstarztes i. G. (Approbation für Humanmedizin) auf der Schulterklappe der Jacke des Dienstanzuges für Luftwaffenuniformträger | Dienstgradabzeichen eines Flottenarztes (Approbation für Humanmedizin) auf dem Unterärmel der Jacke des Dienstanzuges für Marineuniformträger |
| Dienstgrad | OberstabsarztHZ OberstabsapothekerP OberstabsveterinärT*** | OberstabsarztHZ OberstabsapothekerP OberstabsveterinärT***                                                                                      | OberfeldarztHZ OberfeldapothekerP OberfeldveterinärT*** | FlottillenarztHZ FlottillenapothekerP | OberstarztHZ OberstapothekerP OberstveterinärT*** | FlottenarztHZ FlottenapothekerP |
| Abkürzung | OStArzt/ OSA OStAp/ OSAP OStVet/ OSV*** | OStArzt/ OSA OStAp/ OSAP OStVet/ OSV*** | OFArzt/ OFA OFAp/ OFAP OFVet/ OFV | FltlArzt/ FTLAP FltlAp/ FTLAP | Oberstarzt/ OTA OberstAp/ OTAP OberstVet/ OTV | FlArzt/ FLA FlAp/ FLAP |
| NATO-Rangcode | OF-3 | OF-3 | OF-4 | OF-4 | OF-5 | OF-5 |
| Besoldungsgruppe | A14* | A14* | A15* | A15* | A16, B2 oder B3 | A16, B2 oder B3 |
| H Bezeichnung für approbierte Humanmediziner Z Bezeichnung für approbierte Zahnmediziner P Bezeichnung für approbierte Pharmazeuten (i. e. Apotheker) T Bezeichnung für approbierte Tiermediziner (i. e. Veterinär). Hinweis: Als Veterinäre werden nur Heeresuniformträger eingesetzt. * Im Vergleich zu anderen gleichrangigen Offizieren sind diese Sanitätsoffiziere eine Besoldungsgruppe höher eingeordnet. **Dargestellt ist stets das Dienstgradabzeichen für Humanmediziner. ***Bezieht sich nur auf Heeresuniformträger, denn Veterinäre sind stets Heeresuniformträger. | | | | | | |

### Befehlsbefugnis und Dienststellungen
Stabsoffiziere dienen als militärische Führer (ab der Ebene Einheitsführer/Kommandeur) sowie in Stäben.
Soldaten der Dienstgradgruppe Stabsoffiziere können auf Grundlage des § 4 („Vorgesetztenverhältnis auf Grund des Dienstgrades“) der Vorgesetztenverordnung innerhalb der dort gesetzten Grenzen Soldaten der Dienstgradgruppe Mannschaften, Unteroffiziere ohne Portepee und Unteroffiziere mit Portepee, Leutnanten und Hauptleuten Befehle erteilen.
Typisch für höhere Stabsoffiziere sind Verwendungen in leitenden Funktionen wie Dezernatsleiter, (Unter-)Abteilungsleiter in Kommandobehörden, Ämtern oder als Referatsleiter im Ministerium. Die übrigen Stabsoffiziere unterstützen sie dort als deren Referenten oder Adjutanten. Fachlich beschäftigen sie sich dort beispielsweise mit der Personal- und Materialplanung, der Strategieentwicklung oder der Einsatzplanung.
An allen Lehreinrichtungen (im Heer beispielsweise an einer Truppenschule oder Zentren) dienen Stabsoffiziere als Dozent, Hörsaalleiter oder Inspektionschef. Einige Oberste sind Kommandeure kleinerer Lehreinrichtungen und dann häufig für die Ausbildung und Weiterentwicklung ihrer Truppengattung verantwortlich.
Als Militärattaché, Adjutant des Ministers oder Verbindungsoffizier nehmen höhere Stabsoffiziere auch wichtige (militär-)politische Aufgaben wahr. In Verbänden ab Ebene Bataillon dienen Stabsoffiziere in Stäben. Dort sind sie Teils Chef des Stabes, teils Abteilungsleiter, die ein Führungsgrundgebiet verantwortlich bearbeiten. Im Stab unterstützen Stabsoffiziere unmittelbar den Kommandeur des Verbandes bei der Führung der Truppe. Einige Stabsoffiziere, vorrangig Soldaten in den Laufbahnen des Truppendienstes, werden in der Truppe auch als militärische Führer von Verbänden eingesetzt. Typisch sind Verwendungen als Bataillons- und Regimentskommandeure, als Kommodore oder Kompaniechef usw.
Stabsoffiziere führen meist besonders wichtige Kompanien wie Stabs- und Versorgungskompanien oder sind Kommandant Stabsquartier. Ihre Verwendung als Brigadekommandeur ist dagegen eher selten. Stabsoffiziere sind häufig auch Stellvertreter der oben aufgezählten Kommandeure und daher ggf. auch Kommandeur Brigadeeinheiten oder (seltener) Kommandeur Divisionstruppen. In der Luftwaffe dienen Stabsoffiziere auch als Luftfahrzeugführer. In der Marine führen Stabsoffiziere als Kommandant und Erster Offizier alle größeren Schiffe. Stabsoffiziere im Sanitätsdienst der Bundeswehr praktizieren häufig als Truppen- oder Schiffsarzt, sind Apotheker in einer der Bundeswehrapotheken oder Arzt in einem beweglichen Arzttrupp.
Vorrangig an den Bundeswehrkrankenhäusern erhalten die Stabsoffiziere eine Ausbildung zum Facharzt. Erfahrenere Stabsoffiziere sind als Fachärzte in den medizinischen Einrichtungen der Bundeswehr tätig. Sie sind dann wie zivile Ober- und Chefärzte dort teils auch Leiter der Abteilungen oder dislozierter Fachsanitätszentren. In der Truppe werden sie auch als Kompaniechef, Kommandeur eines Lazarett- oder Sanitätsregiments, Veterinäre auch als Kommandeur Einsatz- und Ausbildungszentrum für Tragtierwesen 230, vorrangig Apotheker als Kommandeure der Versorgungs- und Instandsetzungszentren für Sanitätsmaterial eingesetzt.
Wie Truppenoffiziere sind Stabsoffiziere daneben in den Kommandobehörden, Ämtern und Lehr- und Forschungseinrichtungen des Zentralen Sanitätsdienstes der Bundeswehr auf Verwaltungsposten und in der Lehre tätig. In den kleineren Teilbereichen des Sanitätswesens (Wehrveterinärwesen und Wehrpharmazie) sind die obersten Stabsoffiziere Inspizient des jeweiligen Fachgebiets. Stabsoffiziere im Militärmusikdienst sind Leiter dieses Fachdienstes oder nehmen als Chef eines Musikkorps oder dessen Stellvertreter herausgehobene Spitzenpositionen ein. Einige der oben aufgeführten (vor allem höhere) Stabsoffiziere in den Stäben dienen auf Dienstposten für Offiziere im Generalstabsdienst. Generalstabsoffiziere haben in der Regel bereits vor Ernennung zum Stabsoffizier den Generalstabsdienstlehrgang an der Führungsakademie der Bundeswehr absolviert und zählen zum Kreis derer, die später in die Dienstgradgruppe der Generale aufsteigen können.
Aufgrund dieser und ähnlicher Dienststellungen können Stabsoffiziere in den in der Vorgesetztenverordnung aufgezählten Fällen allen dienstlich oder fachlich unterstellten Soldaten Befehle erteilen. Kompaniechefs, Brigade-, Bataillons- und Regimentskommandeure, Kommodoren, Inspektionschefs und Schulkommandeure usw. sind als Einheitsführer Disziplinarvorgesetzter der ihnen truppendienstlich unterstellten Soldaten gemäß Wehrdisziplinarordnung.

### Ernennung und Besoldung
Maßgebliche gesetzliche Grundlagen für die Ernennung in einen der Dienstgrade der Dienstgradgruppe der Stabsoffiziere trifft die Soldatenlaufbahnverordnung (SLV) und ergänzend die Zentrale Dienstvorschrift (ZDv) 20/7. In einen entsprechenden Dienstgrad können Berufssoldaten, Soldaten auf Zeit und beorderte Reservisten ernannt werden. Voraussetzung zur Ernennung in einen der Dienstgrade der Dienstgradgruppe der Stabsoffiziere ist die Zugehörigkeit zu einer der Laufbahnen der Laufbahngruppe der Offiziere mit Ausnahme der Laufbahnen der Offiziere des militärfachlichen Dienstes. Eine Direkteinstellung mit einem Dienstgrad der Dienstgradgruppe der Stabsoffiziere ist bei entsprechender Eignung möglich. Die meisten Stabsoffiziere haben aber zuvor in einem Dienstgrad der Dienstgradgruppe der Hauptleute gedient. Offiziere (außer Militärmusik- und Sanitätsoffiziere) können frühestens achteinhalb Jahre nach Ernennung zum Leutnant zum Stabsoffizier ernannt werden; davon abweichend ist die Beförderung von Militärmusikoffizieren nach drei Jahren im Dienstgrad Hauptmann und die Beförderung von Sanitätsoffizieren nach zwei Jahren im Dienstgrad Stabsarzt, Stabsveterinär oder Stabsapotheker zulässig. Voraussetzung für die Beförderung von Hauptleuten zum Major ist für die meisten Offiziere die erfolgreiche Teilnahme am Stabsoffizierlehrgang an der Führungsakademie der Bundeswehr. Keinen Stabsoffizierlehrgang müssen Militärmusikoffiziere und Masterabsolventen in einer Laufbahn der Offiziere des Geoinformationsdienstes der Bundeswehr absolvieren.
Soldaten der Dienstgradgruppe der Stabsoffiziere werden abhängig vom Dienstgrad nach der Bundesbesoldungsordnung (BBesO) mit A 13 bis A 16 oder B 2 bis B 3 besoldet. Die Dienstgrade der Laufbahn der Sanitätsoffiziere Stabsarzt, Oberstabsarzt und Oberfeldarzt (bzw. entsprechend -apotheker, -veterinär) sind eine Besoldungsgruppe höher eingruppiert als vergleichbare Offizierdienstgrade. Oberfeldarzt ist, anders als Oberstleutnant bzw. Fregattenkapitän, kein Dienstgrad, der zwei Besoldungsgruppen zugeordnet ist.

### Dienstgradabzeichen
Das Dienstgradabzeichen der Stabsoffiziere in Heeres- oder Luftwaffenuniform zeigt Eichenlaub und ein, zwei oder drei Sterne als Schulterabzeichen; Marineuniformträger der Dienstgradgruppe zeigen drei oder vier Ärmelstreifen auf beiden Unterärmeln. Die Streifen sind mittelbreit, nur beim Fregattenkapitän (und entsprechenden Sanitätsoffizierdienstgraden) ist die zweitoberste Tresse schmal. Sanitätsoffiziere sind an zusätzlichen Laufbahnabzeichen in vier verschiedenen Varianten in Form verschieden gewundener Schlangen, teils in Verbindung mit dem Äskulapstab, zu erkennen. Die verschiedenen Varianten zeigen das Approbationsfach und ermöglichen die Anrede mit der korrekten Dienstgradbezeichnung.

### Kopfbedeckung
Der Mützenschirm der Stabsoffiziere zeigt eine 1,7 cm breite, einfache, gegeneinander gerichtete, am Schirmrand verlaufende, für Heeres- und Luftwaffenuniformträger silberfarbene (nur für Marineuniformträger goldfarbene), aus Metallgespinst handgestickte Eichenlaubranke.

### Anrede
Die Anrede der Stabsoffiziere erfolgt gewöhnlich mit ihrem Dienstgrad. Außergewöhnlich und außergewöhnlich homogen ist die Anrede nur für Marineuniformträger der Dienstgradgruppe der Stabsoffiziere (mit Ausnahme der Sanitätsoffiziere), deren dienstliche Anrede gemäß  Zentralrichtlinie A2-2630/0-0-3 „Formen und Feiern der Bundeswehr“ (ehemals ZDv 10/8) „Herr Kapitän“ lautet. In der Marine ist es in der mündlich-informellen Anrede traditionell außerdem üblich, „Kapitän“ wie „Kap’tän“ auszusprechen.

### Äquivalente Dienstgradgruppen
Die Dienstgrade der Dienstgradgruppe der Stabsoffiziere sind mit dem NATO-Rangcode OF-3 bis OF-5 eingestuft. Gemessen daran sind beispielsweise die Field Officer (deutsch: Feldoffiziere) der Streitkräfte der Vereinigten Staaten oder die Officier supérieur (deutsch: Höhere Offiziere) der französischen Streitkräfte mit der deutschen Dienstgradgruppe vergleichbar.

### Verwendung als weitergehende Sammelbezeichnung
Gemäß der Zentralen Dienstvorschrift (ZDv) A-1420/24 wird für die Dienstgradgruppe die Bezeichnung „Stabsoffiziere“ festgesetzt. Dies ist daher die offizielle Sammelbezeichnung für Soldaten in Dienstgraden dieser Dienstgradgruppe. Im militärischen Sprachgebrauch der Bundeswehr wird daher vermieden, diese Sammelbezeichnung im Sinne der etymologischen Bedeutung auf alle in Stäben dienende Offiziere auszudehnen. Stattdessen weicht man manchmal auf Formulierungen wie „Offizier des Stabes“ oder „Offizier im Stab“ aus. Selbst wenn beispielsweise ein Hauptmann auf einem Dienstposten für Offiziere im Generalstabsdienst verwendet wird, wird er dennoch nicht zur Gruppe der Stabsoffiziere gezählt. Auch die direkt unterhalb der rangniedrigsten Stabsoffiziere rangierenden Dienstgrade Stabshauptmann und Stabskapitänleutnant werden trotz ihres Namens nicht einmal informell zu den Stabsoffizieren gezählt.

## Trivia
„Herr, dazu hat Sie der König zum Stabsoffizier gemacht, daß Sie wissen müssen, wann Sie nicht zu gehorchen haben.“